# Tranum Sogn
Tranum Sogn er et sogn i Jammerbugt Provsti (Aalborg Stift).
I 1800-tallet var Tranum Sogn anneks til Lerup Sogn. Begge sogne hørte til Øster Han Herred i Hjørring Amt. Lerup-Tranum sognekommune blev ved kommunalreformen i 1970 indlemmet i Brovst Kommune, som ved strukturreformen i 2007 indgik i Jammerbugt Kommune.
I Tranum Sogn ligger Tranum Kirke. Koldmose Kirke blev i 1910 indviet som filialkirke til Tranum Kirke, og Koldmose blev et kirkedistrikt i Tranum Sogn. I 2010 blev Koldmose Kirkedistrikt udskilt som det selvstændige Koldmose Sogn.
I Tranum og Koldmose sogne findes følgende autoriserede stednavne:
- Bratbjerg (bebyggelse)
- Bratbjerg Gårde (bebyggelse, ejerlav)
- Bredesande (areal)
- Bækken (bebyggelse)
- Egvands Bakker (areal)
- Ejstrup (bebyggelse, ejerlav)
- Gerbak (bebyggelse)
- Goderum (bebyggelse)
- Gårdebro (bebyggelse)
- Jarmsted (bebyggelse, ejerlav)
- Klithuse (bebyggelse)
- Klithuse Enge (bebyggelse)
- Klithuse Klit (bebyggelse)
- Koldmose (bebyggelse)
- Krogen (bebyggelse)
- Langdal (areal)
- Melkær (bebyggelse)
- Mosebakke (bebyggelse)
- Nørre Bratbjerg (bebyggelse, ejerlav)
- Sønder Bratbjerg (bebyggelse, ejerlav)
- Tranum (bebyggelse, ejerlav)
- Tranum Aktieplantage (areal)
- Tranum Enge (bebyggelse)
- Tranum Klit (bebyggelse)
- Tranum Klitplantage (areal)
- Tranum Strand (bebyggelse)
- Udholm Mose (areal)
- Underlien (bebyggelse)
- Vildholm (areal)